# Escola Amapaense de Artes Populares
A Escola Amapaense de Artes Populares R. Peixe  (antiga Escola Sambódromo de Artes Populares) popularmente conhecido como Sambódromo de Macapá, localiza-se na cidade de Macapá, Brasil. sendo localizada no Complexo do Marco Zero, onde se realizam os desfiles das escolas de samba e dos blocos carnavalescos, o festival de quadrilha junina e grandes shows musicais. Tem capacidade para aproximadamente 18 mil pessoas.
Em dezembro de 2011, foi inaugurada a "Cidade do Samba"
, que tem como objetivo modernizar e ampliar o sambódromo. além de galpões nos moldes da Cidade do Samba do Rio de Janeiro. no final de setembro de 2013, iniciou-se obras de modificações estruturais, que contempla a derrubada do prédio da LIESAP.